# Урбан Алін
Урбан Крістіан Алін (швед. Urban Ahlin; нар. 13 листопада 1964, Марієстад, Скараборг, Швеція) — шведський політик, з 29 вересня 2014 року по 24 вересня 2018 року — голова шведського парламенту (Риксдагу).

## Біографія
У 1990 році закінчив Університет Карлстад. Протягом декількох років він працював учителем математики в його рідному місті.
З 1981 року — у Шведський соціал-демократичній лізі молоді, пізніше став членом Соціал-демократичної робочої партії. З 1994 року постійно обирається до парламенту. У період 2002—2006 років був головою Комітету у закордонних справах, заступником голови у 2006–2014 роках. Колишній речник соціал-демократів з питань зовнішньої політики.
Одружений, має двох дітей.